# Автопортрет (Рафаело)
„Автопортрет“ е картина на известния италиански художник от епохата на Ренесанса Рафаело. Изложена е в Галерия „Уфици“ във Флоренция.
Изобразен е юноша с одухотворено лице. Неговият облик внушава спокойствие и небесна хармония. Колоритът на тази картина се подчертава с неутралния фон, тъмните коси и тъмната шапка.
Изследвания на платното откриват скица на долния слой, който подтвърждава, че това е действително истински автопортрет, изписан около 1506 г. „Автопортрет“ е част от колекцията на кардинал Леополдо де Медичи, а от 1682 г. – в сбирката на Галерия „Уфици“.
Автопортретът прилича на този, който е разположен огледално, изобразен на фреската на Рафаел „Атинската школа“..
Картината е възпроизведена на банкнотите от 500 000 италиански лири, емисия между 1997 и 2001 г.